# Tankbil

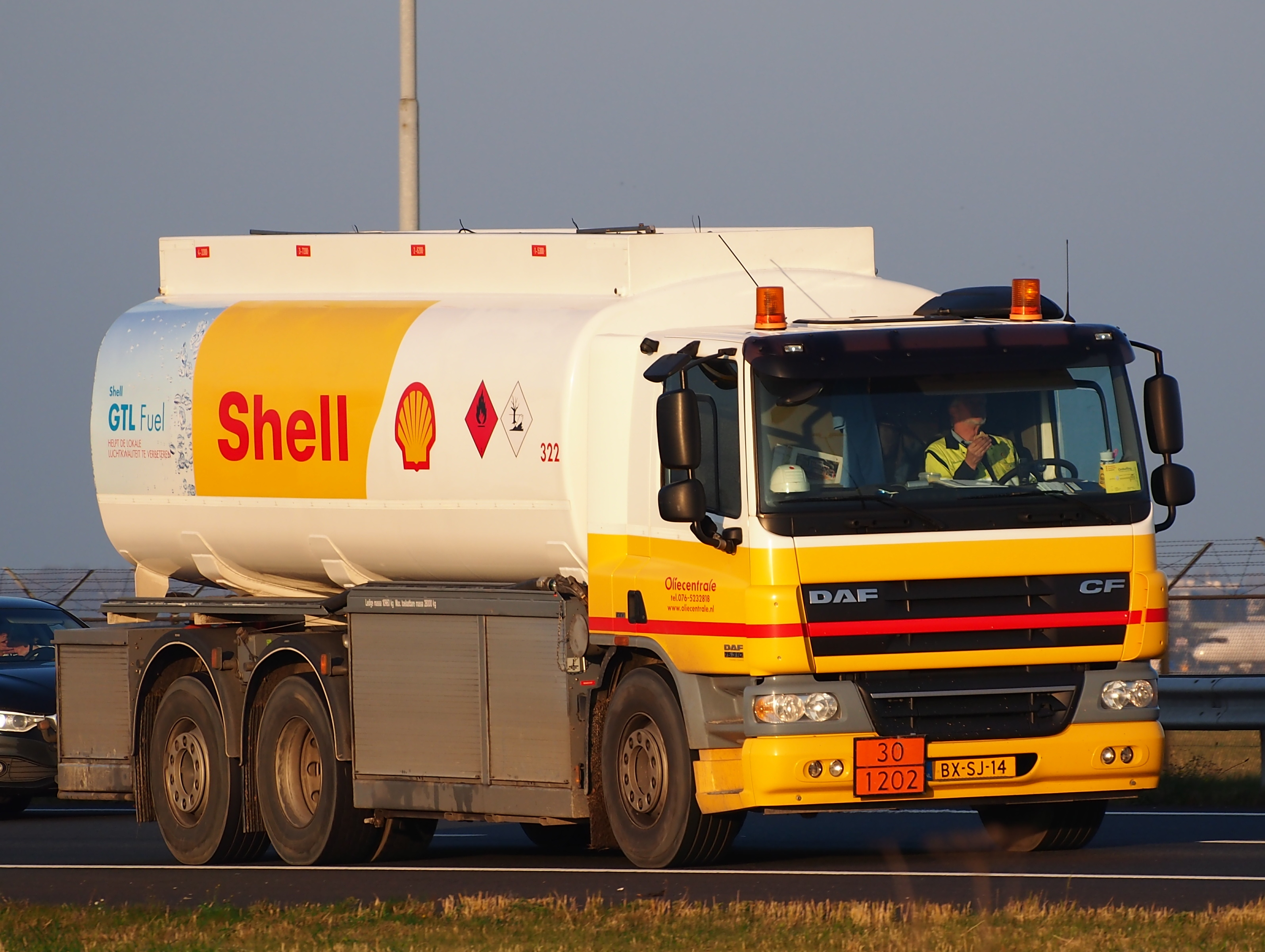
En Shell tankbil. Den orangea skylten bredvid registreringsskylten visar koder för farligt gods

En tankbil är en form av lastbil som är utformad för transport av vätskor eller fasta ämnen i pulverform, till exempel bensin, mjöl, djurfoder eller mjölk. Tankbilar kan både ha en stor tank (används oftast för transport av vätska) och flera små tankar som töms neråt, så kallade kultankar, som oftast används för djurfoder eller mjöl. Det finns också tankbilar för brandsläckning.